# Жмель
Жмель — река в Московской области России, правый приток Дёржи.
Берёт начало у деревни Городково, в трёх километрах к востоку от места, где Рижское шоссе пересекает границу Московской области, впадает в реку Дёржу в 6 км к юго-востоку от села Княжьи Горы Тверской области.
Длина — около 10 км. Равнинного типа. Питание преимущественно снеговое. Замерзает обычно в середине ноября, вскрывается в середине апреля. Эта узкая лесная речка протекает по глухим сыроватым елово-берёзовым лесам. Левый берег Жмели заболочен.